# ГЕС Лос-Валлес
ГЕС Лос-Валлес — гідроелектростанція на заході Панами в провінції Чирикі. Знаходячись після ГЕС Ла-Естрелла, становить нижній ступінь однієї з гілок гідровузла у сточищі річки Чирикі, котра впадає в Тихий океан неподалік від столиці названої провінції міста Давид.
Станція використовує ресурс із двох правих приток Чирикі — річок Кальдера (Caldera) та Лос-Валлес. Відібраний із першої ресурс проходить через ГЕС Ла-Естрелла, після чого потрапляє в створений на Лос-Валлес нижній балансувальний резервуар. З Кальдери в середньому отримують 15,5 м3/с, а водозабір із Лос-Валлес збільшує цей показник до 23,2 м3/с. За цим вода спрямовується по дериваційному тунелю до розташованого за 4,6 км машинного залу, спорудженого на правому березі Чирикі дещо вище від устя Лос-Валлес.
Основне обладнання станції становлять дві турбіни типу Френсіс потужністю по 27,4  МВт. Первісно цей показник був дещо менший, допоки у 2006—2007 роках станція не пройшла модернізацію зі збільшенням потужності на 6 МВт. Обладнання працює при напорі у 300 метрів.
Відпрацьована вода скидається у Чирикі, де послідовно потрапляє на ГЕС Менде (20 МВт) та ГЕС Менде 2 (8,5 МВт). Нижче від останньої знаходиться один з водозаборів більш значної ГЕС Есті.